# Bram Mossel
Abraham (Bram) Mossel (Amsterdam, 11 oktober 1891 - vermoedelijk Groß-Rosen, 31 maart 1944) was een Nederlandse fotograaf en reiziger. Hij geniet bekendheid als lid van de wereldwandelaars, een groep vrienden die tussen 1911 en 1914 te voet een groot aantal landen bezocht.

## Levensloop
Mossel was de zoon van Simon Mossel (1850-1927) en Mirjam Martha van der Wijk (1856-1956), beiden van Joodse afkomst. In zijn tienerjaren werd hij actief in socialistische kringen. Hij leerde in die kringen Gerard Perfors en via hem Frans van der Hoorn kennen. De vrienden dronken geen alcohol en waren vegetarisch, wat bijzonder was in die tijd. In 1911 besloten zij per voet op wereldreis te gaan. Hun reis duurde drie jaar en liep via Duitsland, Oostenrijk, de Balkan, naar Roemenië, waar ze per boot via Istanbul naar Egypte vertrokken. Vanaf daar namen ze boot naar Beiroet om uiteindelijk te eindigen in Palestina. Vanwege het uitbreken van de Eerste Wereldoorlog konden de vrienden, die intussen gezelschap hadden gekregen van Perfors' vriendin en latere vrouw Marie Zwarts, niet verder reizen. Mossel keerde daarom terug naar Nederland.
Tijdens het reizen had Mossel zich bekwaamd in het maken van foto's en ging daar na terugkeer in Nederland uiteindelijk professioneel mee aan de slag. Ook publiceerde hij twee boeken over zijn reis. Het reisvirus was niet verdwenen. Zo reisde hij samen met zijn vriendin Hendrien Schweiger (1901-1942) naar Marokko en Spanje. Mossel en Schweiger gingen uit elkaar, en trouwde hij met de niet-Joodse Toos Hopper (1908), met wie hij drie zonen kreeg.
Het gezin vestigde zich in Loenen aan de Vecht, waar Mossel een fotografiewinkel begon. In het eerste jaar van de Tweede Wereldoorlog verhuisde het gezin naar Soest. Mossel scheidde in 1942 van zijn vrouw omdat hij hoopte dat zijn halfjoodse kinderen op die manier beter beschermd waren. Mogelijk werd deze beslissing hem fataal omdat achteraf bleek dat hij als Jood getrouwd met een niet-Joodse vrouw veel minder risico liep om opgepakt en gedeporteerd te worden.
Mossel weigerde een Jodenster te dragen. De NSB'er Jan Adriaanse, die verderop in de straat woonde, maakte daarvan melding bij het politiebureau. Mossel werd opgepakt en overgeleverd aan de Sicherheitsdienst. Via Kamp Westerbork werd hij op 4 september 1942 op transport gezet naar Auschwitz. Onderweg werd hij in Cosel van de trein gehaald en in het kamp Fürstengrube in de steengroeve te werk gesteld. Later dat jaar werd hij waarschijnlijk overgebracht naar Groß-Rosen, waar hij zou zijn overleden.